# Шън Ян
Шън Ян (на китайски: 沈 阳) е китайска шахматистка, гросмайсторка при жените от 2006 година.

## Кариера
През 2001 г. печели световното първенство за момичета до 12 години в Испания. През февруари 2006 г. покрива своята втора норма за международен майстор в Москва на „Аерофлот Оупън“. През май-юни 2006 г., на шахматната олимпиада в Торино, е част от женския отбор на Китай, който завоюва бронзовите медали. През октомври 2006 г. става световна шампионка при девойките до 20 години в Ереван, Армения. През май 2007 г. става отборна шампионка с Китай на първото световно отборно първенство по шахмат при жените в Екатеринбург, Русия.
На световното отборно първенство в Беер Шева, проведено в периода октомври-ноември 2005, изиграва знаменита партия, къдено Шън с ЕЛО 2326 побеждава руския гросмайстор Сергей Рубльовски с ЕЛО 2652.
През юли 2008 г. Шън заема 39-о място в света при жените и 5-о място при девойките в ранглистите на Международната федерация по шахмат.